# Silvio Soldini
Silvio Soldini (ur. 11 sierpnia 1958 w Mediolanie) – włoski reżyser i scenarzysta filmowy. 
Zdobywca włoskich nagród filmowych David di Donatello za najlepszą reżyserię i najlepszy scenariusz do filmu Chleb i tulipany (2000). W tych samych kategoriach nominowany był także do Europejskich Nagród Filmowych za rok 2000. Późniejsze filmy Soldiniego, Płonąc na wietrze (2002) i Pochmurne dni (2007), również były udane, o czym świadczą nominacje do Davida di Donatello za najlepszy film i reżyserię.